# Podbiele (gromada)
Podbiele – dawna gromada, czyli najmniejsza jednostka podziału terytorialnego Polskiej Rzeczypospolitej Ludowej w latach 1954–1972.
Gromady, z gromadzkimi radami narodowymi (GRN) jako organami władzy najniższego stopnia na wsi, funkcjonowały od reformy reorganizującej administrację wiejską przeprowadzonej jesienią 1954 do momentu ich zniesienia z dniem 1 stycznia 1973, tym samym wypierając organizację gminną w latach 1954–1972.
Gromadę Podbiele z siedzibą GRN w Podbielu utworzono – jako jedną z 8759 gromad na obszarze Polski – w powiecie łomżyńskim w woj. białostockim, na mocy uchwały nr 18/V WRN w Białymstoku z dnia 4 października 1954. W skład jednostki weszły obszary dotychczasowych gromad Podbiele, Gawki, Podbielko, Gumowo, Żyłowo i Rabędy ze zniesionej gminy Lubotyń oraz Stryjki i Żochowo ze zniesionej gminy Szumowo w tymże powiecie. Dla gromady ustalono 13 członków gromadzkiej rady narodowej.
13 listopada 1954 roku gromada weszła w skład nowo utworzonego powiatu zambrowskiego w tymże województwie.
1 stycznia 1957 roku gromadę włączono do powiatu ostrowskiego w woj. warszawskim.
31 grudnia 1959 z gromady Podbiele wyłączono wieś Stryjki-Zaręby, włączając ją do gromady Szumowo w powiecie zambrowskim w woj. białostockim, po czym gromadę Podbiele zniesiono a jej (pozostały) obszar włączono do gromady Lubotyń Stary w powiecie ostrowskim w woj. warszawskim.